# Ceneu mab Coel
Ceneu mab Coel est le roi du Hen Ogledd vers 440-470.

## Contexte
Ceneu ou Keneu est considéré comme le fils aîné de Coel Hen, le roi des Votadini. À la mort de son père, il aurait maintenu  son autorité sur le Hen Ogledd, pendant que son frère cadet Garbanion ap Coel reçoit le territoire situé plus au sud et connu des Bretons sous le nom de « Bryneich », la future Bernicie. Les généalogies des Hommes du Nord relèvent le nom de ses nombreux descendants qui se partagèrent son grand royaume de Hen Ogledd après sa mort. Ceneu est le père de plusieurs fils :
- Gwrwst Lledlwm (également nommé: Gorwst Ledlwm ou Gurgust Letlum) vers 470-500, qui obtient la partie ouest du royaume,  le Rheged et dont le fils Meirchion Gul serait à l'origine des royaumes de Rheged et d'Elmet.

- Mor ou Mar (latin Marius ?)  vers 470-495 qui régnera sur la partie centrale du Hen Ogledd qui se scindera à son tour entre plusieurs royaumes après le règne de son fils Arthwys mab Mar dont les descendants contrôleront le royaume d'Ebrauc et la région des Pennines.

- Masgwid Gloff ?, présenté soit comme un doublon du précédent ou alternativement comme un fils de Gwrwst Lledlwm[2]

## Historicité?
L'historiographie traditionnelle depuis William Forbes Skene et John Morris-Jones et à leurs épigones sur la base du Bonedd Gwŷr y Gogledd considèrent que Ceneu mab Coel est un personnage historique. Toutefois le celtisant Ifor Williams estimait que le personnage de Ceneu est un « fantôme généalogique » (anglais: Ghost génealogical),  issu d'une mauvaise interprétation par les scribes gallois médiévaux d'un vers d'un poème de Taliesin; Gweith Argoed Llwyfein la Bataille d'Argoed évoquant Coel : « a cheneu vab coel bydei kymwyacwc lew kyn as talei o wystyl nebawt » dans lequel cheneu c'est-à-dire petit a été compris comme un nom de personne:  « ceneu vab coel »  c'est-à-dire ceneu fils de Coel. Dans ce contexte c'est son pseudo fils Gwrast ou Gurgust  Lledlwn qui est en réalité un fils de Coel Hen et le véritable ancêtre d'Urien de Reghed .

## Sources
- (en) Mike Ashley  The Mammoth book of British Kings & Queens Robinson (London 1998)  (ISBN 1841190969). « Ceneu or Cenen » p. 99.
- (en) Peter Bartrum, A Welsh Classical Dictionary : People in History and Legend Up to about A.D. 1000, Aberystwyth, National Library of Wales, 1993, 649 p. (ISBN 978-0-907158-73-8), p. 136 CENEU ap COEL. (400).
- (en) Tim Clarkson, The Men of the North. The Britons of southern Scotland, Édimbourg, John Donald, 2010, 230 p. (ISBN 978-1-906566-18-0), p. 75-76,83.
- Christian Y.M Kerboul  Les Royaumes Brittoniques au Très Haut Moyen Age Editions du Pontig (Sautron 1997)  (ISBN 2951031033).